# Ashøj
Ashøj er Thys højeste punkt 94 m o.h., beliggende i Hurup Sogn 2 km vest for Hurup og 5 km øst for Vestervig.

## Anvendelse
I 1888 blev 100-året for stavnsbåndets løsning fejret her. 5.000 mennesker overværede her et friluftsspil Sankthansaften 1933. Der er fortsat egnsspil på stedet hvert andet år og grundlovsmøde hvert år.

## Monumenter
På toppen blev der i 1912 rejst en sten med portrætrelief af politikeren L.K. Kristensen, der var landstingsmand for Venstre 1905-11. Stenen blev udført af billedhuggeren Elias Ølsgaard. Der er også monumenter for konservative politikere, bl.a. John Christmas Møller og Vilhelm Fibiger.